# Дворецкий, Дмитрий Павлович
Дмитрий Павлович Дворецкий (1908—1997) — советский поэт, фронтовой корреспондент.

## Биография
Дмитрий Дворецкий родился 16 июня 1908 года в семье Духовщинских мещан, проживавших в селе Спас-Углы (ныне — Духовщинский район Смоленской области), Павла Петровича и Глафиры Макаровны. Первые стихи опубликовал ещё во время своей учёбы в школе. Окончив школу, Дворецкий пошёл работать на склад кожевенного синдиката. Позднее перешёл на работу в многотиражную газету. С 1932 года по приглашению Александра Трифоновича Твардовского работал в журнале «Западная область». Сотрудничал с газетами «Колхозная газета», «Юный пионер», «Рабочий путь».
Первый сборник стихотворений Дворецкого был издан в 1934 году. В 1940 году он стал членом Союза писателей СССР. Участвовал в боях Великой Отечественной войны, многократно публиковался во фронтовых газетах. Демобилизовавшись, Дворецкий вернулся в Смоленск, где стал работать редактором Смоленского областного книжного издательства. Кроме того, продолжал активно заниматься литераторской деятельностью, издал сборники стихов «Верность», «Неповторимые года», «Сердце настежь», «Красная улица», «Звонкое наследство», повести «Зенит голубой», «Зелёный шум», «Багрецовы и их соседи».
Скончался 23 октября 1997 года, похоронен на Братском кладбище Смоленска.